# Ferroviário Quelimane
Der Club Ferroviário de Quelimane ist ein mosambikanischer Fußballverein, der 1924 gegründet wurde. Er befindet sich in der Stadt Quelimane und spielt derzeit in der Segunda Divisão, der zweithöchsten Spielklasse des Landes.

## Geschichte
Der Verein wurde am 13. Oktober 1924 von Eisenbahnmitarbeitern gegründet und ist einer von mehreren Fußballvereinen der CFM, der mosambikanischen Staatlichen Eisenbahngesellschaft. Während seiner Geschichte hat der Verein mehrmals in der Moçambola, der höchsten Liga des Landes, gespielt, darunter in den Jahren 1955, 1975, 1977–1979 und 1994–1995. Im Jahr 2001 stieg der Verein nach dem Gewinn der Segunda Divisão in die Moçambola auf, stieg aber später wieder ab. Ein bemerkenswerter Erfolg war der Aufstieg des Vereins in die Moçambola im Jahr 2013, obwohl er 2012 noch in der dritten Liga spielte. Nach einem kurzen Aufenthalt in der höchsten Liga stieg der Verein 2015 wieder ab. Erst sieben Jahre später, in der Saison 2023, kehrte der Verein in die Moçambola zurück, stieg jedoch nach nur einer Saison wieder ab.

## Stadion
Der Verein teilt sich das Campo do Ferroviário de Quelimane mit anderen Teams wie dem 1º Maio Quelimane und Matchedje de Mocuba. Das Stadion hat eine Kapazität von 3000 Zuschauern.

## Erfolge
- Mosambikanische Zweite Liga: 2001, 2013, 2022[7]

## Nationalspieler
- Scander absolvierte im Jahr 2017 zwei Länderspiele für die mosambikanische Fußballnationalmannschaft[8]